# 올림라단조
올림라단조(-短調, D♯m)는 올림라(D♯) 음을 으뜸음으로 하는 단음계로, 기본적으로 음계가 D♯, E♯, F♯, G♯, A♯, B, C♯로 되어있다. 이명동조로는 내림마단조가 있다.
자연단음계, 화성단음계, 가락단음계는 다음과 같다.
브라우저에서 소리 재생을 지원하지 않습니다. 오디오 파일을 다운로드할 수 있습니다.
브라우저에서 소리 재생을 지원하지 않습니다. 오디오 파일을 다운로드할 수 있습니다.
브라우저에서 소리 재생을 지원하지 않습니다. 오디오 파일을 다운로드할 수 있습니다.

## 음계의 화음 종류
- 으뜸화음 (Im) - D♯ 단화음
- 웃으뜸화음 (IIdim) - E♯ 감화음
- 가온화음 (III) - F♯ 장화음
- 버금딸림화음 (IVm)- G♯ 단화음
- 딸림화음 (Vm) - A♯ 단화음
- 버금가온화음 (VI) - B 장화음
- 이끎화음 (VII) - C♯ 장화음

## 이 조성의 음악
올림라단조는 고전 시대부터 어느정도 사용되어왔다. 가령, 요한 제바스티안 바흐, Sergei Lyapunov, Manuel Ponce도 이 조성을 사용했다.
랴푸노프의 12개의 초월적 에튀드 중 두 번째 곡("Ronde des Fantômes"), 알렉산더 스크랴빈(Alexander Scriabin)의 에튀드 Op. 8, No. 12, 샤를 발랑탱 알캉의 그랑 소나테 'Les quatre âges'의 2악장(부제는 'Quasi-Faust')에서도 이 조성이 사용되었다.